# Beclean
Beclean je rumunské město v župě Bistrița-Năsăud. Žije zde přibližně 11 tisíc obyvatel. Administrativně k městu náleží  i tři okolní vesnice.

## Části
- Beclean – 9 565 obyvatel
- Coldău – 825 obyvatel
- Figa – 553 obyvatel
- Rusu de Jos – 317 obyvatel